# Cenk Torun
Cenk Torun (ur. 24 marca 1974 w Ankarze) – turecki aktor. Rozpoznawalność w Polsce przyniósł mu serial Więzień miłości (2018), gdzie zagrał postać Oguza.

## Życiorys
Urodził się w Ankarze jako syn Nurdany Torun, śpiewaczki operowej, i Saliha Envera Toruna. Dorastał z młodszym bratem Tolgą (ur. 1978). 
Po występie w teledysku do piosenki Yıldıza Tilbe „My Boy” (1994), brał udział w wielu serialach, a także w telewizyjnej wersji komiksu Özdena Öğrüka (1996). Tuż przed odbyciem służby wojskowej na Cyprze odmówił udziału w serialu Dolina wilków (Kurtlar Vadisi). W 2003 jego ojciec popełnił samobójstwo skacząc z Mostu Bosforskiego. Ukończył studia na Wydziale Turystyki i Hotelarstwa na Uniwersytecie Marmara. 
W telenoweli Yeter (2015) wcielił się w psychologa Gökhana. Stał się znany jako Oğuz Kervancıoğlu w serialu Więzień miłości (Çılgın Bediş, 2018). 
Żonaty z Nevin Ursavaş, z którą ma syna Şana (ur. 2019).